# Филип Льоклер дьо Отклок
Филип дьо Отклок (на френски: Philippe François Marie, comte de Hauteclocque) известен още като Жак Филип Льоклерк по време на Съпротивата във Франция или като генерал Льоклерк е френски генерал от Втората световна война.

## Биография
Роден е на 22 ноември 1902 г. и умира на 28 ноември 1947 г. в Алжир. Известен е най-вече с това, че освобождава Париж в края на войната и влиза победоносно заедно с Шарл дьо Гол. На 2 септември 1945 г. подписва акта за капитулация на Япония.
Умира при самолетна катастрофа вследствие на пясъчна буря. Посмъртно е удостоен със званието „маршал на Франция“ през 1952 г.